# Semiothisa aliceata
Semiothisa aliceata là một loài bướm đêm trong họ Geometridae.